# Chōtoku Tanaka
 (décembre 2021).
Si vous disposez d'ouvrages ou d'articles de référence ou si vous connaissez des sites web de qualité traitant du thème abordé ici, merci de compléter l'article en donnant les références utiles à sa vérifiabilité et en les liant à la section « Notes et références ».
Chōtoku Tanaka (田中 長徳, Tanaka Chōtoku, né en 1947) est un photographe japonais, lauréat du « prix annuel » de l'édition 1993 du prix de la Société de photographie du Japon.